# Акикуса, Сюн
Сюн Акикуса (яп. 秋草 俊 Акикуса Сюн, 8 апреля 1894, префектура Гумма, Японская империя — 22 марта 1949, Владимир, СССР) — глава Японской военной миссии в Харбине (1945), генерал-майор Японской императорской армии (1943).

## Биография
Семья в раннем возрасте Акикусы переехала в Токио. В 1914 году он закончил военную академию и получил чин лейтенанта. Принимал участие в военной интервенции в Россию в качестве переводчика 3-й японской дивизии, которая размещалась во Владивостоке и Чите. В 1918 году стал старшим лейтенантом, а в 1924 — капитаном. В 1926 году поступил в токийскую школу иностранных языков на русское отделение. В 1933—1936 годах помощник начальника Японской военной миссии в Харбине в чине майора. Принимал непосредственное участие в создании Бюро по делам российских эмигрантов в Маньчжурской империи (БРЭМ) в 1934 году, при котором стал советником. Также он стал консультантом Российской фашистской партии.

«Уравновешенный, тактичный и прямой, Акикуса завоевал уважение и даже симпатию большинства эмигрантов, с которыми имел дело».
— John J. Stephan The Russian Fascists: Tragedy and Farce in Exile, 1925—1945.

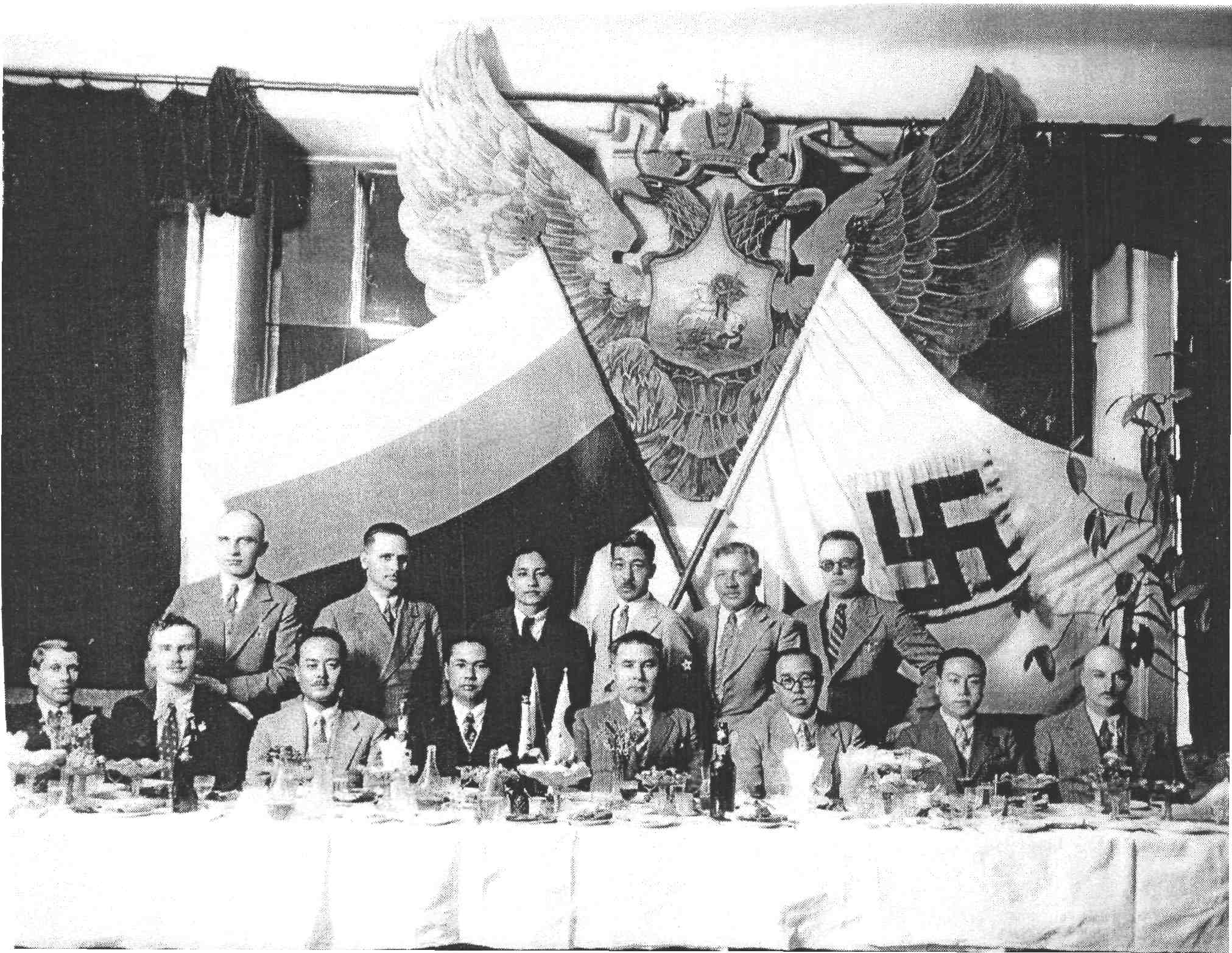
К. В. Родзаевский (сидит второй слева),
Л. Ф. Власьевский (сидит четвёртый справа), справа от него — Сюн Акикуса, на банкете в Харбине по случаю учреждения БРЭМ.
Декабрь 1934 г.

Летом 1936 года Акикусу перевели в японский Генеральный штаб помощником начальника русского отделения 2-го отдела, а затем заведующим секретариатом военного министерства. В 1938 году он организовал специальные курсы по подготовке разведчиков из числа японских офицеров в токийском пригороде Накано. Два десятка офицеров были выпущены в 1940 году, а Акикуса был направлен советником посольства в Берлин, откуда совершал поездки в Италию, Венгрию и Румынию с целью ознакомления с организацией немецкой оккупационной администрации. В сентябре 1942 года вернулся в Токио и составил для Генштаба подробный доклад «Изучение администрации в оккупированных районах». После этого снова был направлен в Маньчжоу-го, где с декабря 1942 года проходил службу в пограничных войсках на Уссури. В 1943 году получил чин генерал-майора. В начале февраля 1945 года возглавил японскую военную миссию в Харбине.

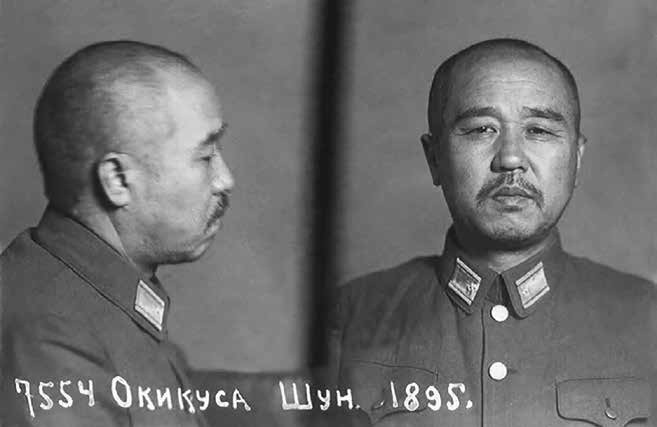
Следственное фото Сюна Акикусы (1945 год)

После вступления в Маньчжоу-го советской армии 15 августа 1945 года сдался в плен и был арестован. 14 октября 1945 года был доставлен в Москву и помещён во внутреннюю тюрьму на Лубянке. 1 января 1946 года был доставлен к министру госбезопасности СССР В. С. Абакумову (содержание разговора неизвестно). В мае 1947 года переведен в Лефортовскую тюрьму. 30 декабря 1948 года осужден Особым совещанием по ст.ст. 58-6, 58-11 УК РСФСР к 25 годам тюремного заключения, умер 22 марта 1949 года во Владимирском централе, захоронен во Владимире.